# Матч (фильм, 2012)
«Матч» — художественный фильм Андрея Малюкова. Последняя полнометражная картина режиссёра. Историческая драма о футбольном «матче смерти» между киевскими футболистами и сборной зенитчиков люфтваффе в оккупированном Киеве летом 1942 года. Работы над картиной закончились в начале 2012 года, премьера состоялась 1 мая того же года.

## Сюжет
Оккупированный Киев, 1942 год. Николай Раневич, вратарь и звезда киевского «Динамо», теряет свободу, любимую девушку Анну и возможность играть в футбол. Анна спасает Николая из плена.
Немцы устраивают матчи по футболу между местными командами и сборными командами подразделений Вермахта и их союзников. Раневич собирает друзей и вновь выходит на поле. Проводится ряд матчей с заводской командой «Старт» в которой на воротах играет Раневич, все они заканчиваются безоговорочной победой киевских футболистов. Перед последним матчем (Старт : Флакельф) немецкий комендант арестовывает Раневича и приказывает любой ценой уступить немцам, но обстоятельства складываются иначе…

## В ролях
- Сергей Безруков — главный герой, вратарь киевского «Динамо» и сборной СССР Николай Раневич (прототип — Николай Трусевич)
- Елизавета Боярская — возлюбленная главного героя, учительница немецкого языка Анна Шевцова[2]
- Екатерина Климова — Ольга Ковтун
- Станислав Боклан — Баразий, бургомистр (прототипы — Владимир Багазий, Леонтий Форостовский)
- Остап Ступка — Дещеня
- Александр Кобзарь — Георгий Шевцов (прототип — Георгий Швецов, тренер футбольного клуба «Рух»)
- Александр Грошевой — Михаил Сапожников
- Никита Тезин — Андрей Ковтун
- Владимир Невельский — Михаил Свирский
- Ольга Радчук — Раиса Львовна
- Карэн Бадалов — Александр Рувимович
- Игорь Гнездилов — Бордик
- Алексей Вертинский — Жорик
- Дирк Мартенс[нем.] — Бринкманн
- Сергей Романович — Степан Раневич
- Александр Першин — судья Эрвин
- Александр Крыжановский — тренер
- Сергей Деревянко — Карпенко
- Сергей Малюга — Седых
- Игорь Назаров — Добрыдень
- Валерий Сковронский — Федор Тюкин
- Валентин Касьян — Сергей Капустин
- Петер Циммерман — генерал-майор Курт Эберхард, комендант Киева
- Святослав Сирота — вратарь команды Флакельф

## Съёмочная группа
- Авторы сценария: Дмитрий Зверьков, Игорь Сосна
- Режиссёр-постановщик: Андрей Малюков
- Режиссёры: Дмитрий Хасанов, Лариса Чайковская
- Оператор-постановщик: Сергей Михальчук
- Художники-постановщики: Александра Дробот, Александр Толкачёв
- Художники по костюмам: Надежда Баландина, Максим Пазилов
- Композиторы: Иван Бурляев, Ричард Хоровиц
- Звукорежиссёр: Алексей Игнатьев
- Режиссёр монтажа: Габриэла Кристиани
- Линейный продюсер: Сергей Лысяный
- Исполнительные продюсеры: Максим Асадчий, Сергей Кешишев, Игорь Савиченко
- Генеральные продюсеры: Дмитрий Куликов, Илья Неретин, Тимофей Сергейцев

## Саундтрек
Саундтрек к фильму (песню «Победа за нами») записал Гарик Сукачев. Автор музыки Аркадий Укупник, автор слов Евгений Муравьев.

## Съёмки
С июня 2011 года в Харькове начался отбор актёров на роли массовки фильма. В начале июля того же года начались съёмки.

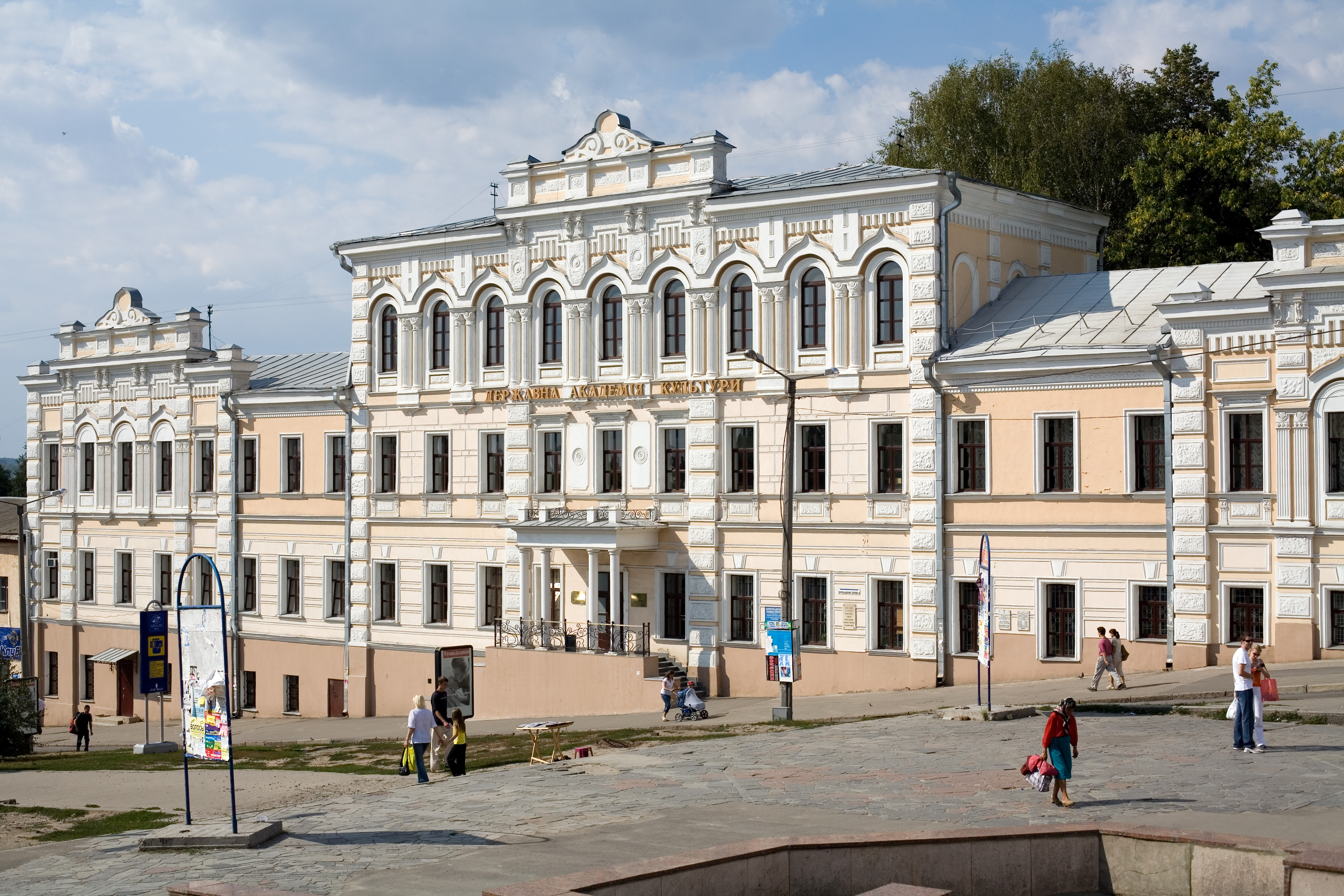
Здание Харьковской государственной академии культуры, ставшее в фильме нацистским штабом

Почему Харьков стал Киевом, режиссёр пояснил так: «К сожалению, пришлось задуматься, как снять предвоенный Киев. Все дома снабжены кондиционерами, спутниковыми антеннами, стеклопакетами, большое количество рекламы, колоссальное количество автомобилей. Поэтому мы ищем улицы в других городах, которые соответствовали бы и исторической правде, и архитектурно были бы близки к тому периоду в Киеве, который нас интересует. Нашли в Харькове.»
В Харькове в центре города (Университетская Горка и Гончаровка) сохранились районы исторической дореволюционной и довоенной застройки, которые изображали летний Киев 1942 года:
улица Рымарская изображала Крещатик;
здание Харьковской государственной академии культуры на Бурсацком спуске — у этого здания снимался один из проходов евреев в Бабий Яр;
- также съёмки проходили в переулке Грабовского, на улицах Краснооктябрьской, Университетской, Чеботарской (дворец спорта «Авангард», который взорвали)[5].

### Съёмки под Киевом
Стадион «Старт» в Киеве, где проходил матч, сохранился. Но сам матч было решено снимать не там: вокруг стадиона построены многоэтажки, постоянно попадающие в кадр. Потому футбольную часть снимали под Киевом — на стадионе Василькова (стадион удобен тем, что вокруг него нет высотных зданий).
Концентрационный лагерь, где погибли футболисты, снимали в песчаном карьере под Киевом.

### Происшествия на съёмках
- 7 июля 2011 в Харькове по улице Чеботарской, 37 снималась сцена взрыва трёхэтажного здания дворца спорта «Авангард» «сталинской» архитектуры, с участием каскадёров. Взрыв получился слишком сильным, вылетели все оконные рамы, в результате 4 каскадёра пострадали. Им была оказана медицинская помощь[2][8].
- В тот же день исполнительницу роли Анны Шевцовой Елизавету Боярскую во время съёмки укусила бродячая собака. На съемочной площадке по улице Чеботарской, 38 режиссёр Андрей Малюков увидел бездомную дворнягу и попросил актрису прикормить пса, чтобы тот попал в кадр фильма. Боярской дали кусок колбасы, но изголодавшийся пёс разинул пасть и цапнул девушку за руку[9]. Впоследствии собаку усыпили[10].

## Отзывы
Из рецензии на фильм в журнале «Сеанс»:
В целом нестыдный, неподлый, небарабанный фильм Андрея Малюкова оставляет весьма двойственное впечатление. Прежде всего, что он снят лет эдак 30 назад, несмотря на недопустимость в те годы еврейских и амурных сцен. Все герои наперебой женятся и идут в военкомат добровольцами, все овчарки на разрыв лают. Полицаи говорят «швыдче», немцы говорят «шнель». Добрые люди прячут еврейских детишек, недобрые люди несут врагу хлеб-соль. Фрицы играют грубо, наши играют культурно, камера в лирических сценах уползает на настенный коврик, евреев гонят в ров под «Лили Марлен». Все складывается из готовых стандартных кубиков-полуфабрикатов, замороженных про запас во времена стратегических запасов.

## Награды
В январе 2013 года Сергей Безруков получил приз «Лучший актёр» Первого фестиваля русского кино в Марбелье (Marbella Russian Film Fest) за главную роль в фильме «Матч».

## Факты о фильме
- Данный фильм — второй по счёту художественный о конкретном «матче смерти».[источник не указан 2098 дней] Первый фильм — «Третий тайм» — был снят в СССР в 1962 году к 20-летию матча. Нынешний фильм был снят к его 70-летию.
- Все роли в фильме были списаны с реальных людей, кроме истории любви учительницы немецкого языка Шевцовой к главному герою[2].
- Сергей Безруков, играющий вратаря сборной СССР, до фильма никогда ранее не стоял в футбольных воротах[2].
- Безрукова тренировал вратарь Сергей Овчинников[13]. Актёр тренировался в его вратарской форме («Локомотив»)[14].
 «В этом есть какая-то странная историческая мистика. Вратарь Овчинников тренирует актёра Безрукова, чтобы тот сыграл вратаря Трусевича, который тренировал актёра Григория Плужника, чтобы тот сыграл голкипера в фильме „Вратарь“. А этот фильм 75 лет назад также снимался в Киеве, где сейчас снимается „Матч смерти“. Если добавить, что именно Овчинников был на обложке современного издания книги Льва Кассиля „Вратарь республики“, по которой снимали „Вратаря“, то круг замкнётся»[14].
- В фильме после каждого забитого гола футболисты выказывают бурную радость, обнимаются, бегают к зрителям, но на самом деле традиция давать такой сильный выход эмоциям в случае взятия ворот появилась не ранее 1980-х годов[13].
- В 2014 году фильм был запрещен к показу на территории Украины, поскольку, по мнению председателя Государственного агентства по вопросам кино Филиппа Ильенко, является «наиболее одиозным образцом современной российской пропаганды, направленной против украинского народа»[15].

### Фотографии и кадры
- Фотогалерея: Матч смерти. Репортаж со съемок фильма о легендарном футбольном поединке. korrespondent.net. Дата обращения: 23 июля 2025.
- Центр Харькова оккупировали фашисты. dozor.com.ua. Дата обращения: 23 июля 2025. Фотографии съёмок фильма «Матч смерти» в центре Харькова. Июль 2011
- При взрыве на съемках фильма «Матч» должны были быть не каскадеры, а манекены. archive.objectiv.tv. Дата обращения: 23 июля 2025. Взрыв дворца спорта «Авангард» в Харькове на съёмках фильма. 7 июля 2011